# Miljenko Crnjac
Miljenko Crnjac (Pavlovci, 5. rujna 1960.) umirovljeni je hrvatski general i ratni zapovjednik.

## Životopis
Crnjac je bio hrvatski dragovoljac iz 1990. godine. Na početku Domovinskog rata, zapovijedao je 123. požeškom brigadom koju je vodio u operaciji Orkan '91. Bio je prvi ratni zapovjednik te postrojbe. Sudjelovao je u operaciji Bljesak, a za vrijeme operacije Oluja bio je zapovjednik zbornog područja Karlovac. Nosio je čin general bojnika. 12. ožujka 1996. predsjednik Franjo Tuđman promaknuo ga je u čin general pukovnika i imenovao za pročelnika Vojnog kabineta Ureda Predsjednika Republike. Potom je bio zapovjednik Zbornog područja Pazin. Završio je Ratnu školu "Ban Josip Jelačić".
Umirovljen je 2001. Godine 2002. osniva tvrtku za razminiranje.

## Djela
Crnjac je objavio dva naslova vezana uz Domovinski rat.
- Vojno redarstvena operacija Oluja: uloga i značaj ZP Karlovac (2010.)[4]
- Tada je trebalo imati petlju! (Požeština u Domovinskom ratu 1990. – 1991.) (2017.)[5]

## Vanjske poveznice
Mrežna mjesta
- General bojnik Miljenko Crnjac: Politička elita i dio naroda nisu svjesni što smo postigli akcijom "Oluja"